# Castellet i la Gornal
Castellet i la Gornal est une commune de la province de Barcelone, en Catalogne, en Espagne, de la comarque d'Alt Penedès

## Culture
- La musicienne Marina Rossell (1954-) est née dans la commune[1].